# Château de Kintzheim
Le château de Kintzheim datant du XIIe siècle est situé dans la commune française de Kintzheim, au lieu-dit du Schlossberg, dans le département du Bas-Rhin en région Grand Est.
Les vestiges du château font l’objet d’un classement au titre des monuments historiques par arrêté du 17 décembre 1965.

## Historique

### Les origines
Kintzheim était connu au VIe siècle sous le nom de Regis Villa. Les rois mérovingiens en avaient fait le centre d’un vaste domaine englobant la vallée de Lièpvre et les forêts du Haut-Koenigsbourg.
En 774, l’empereur Charlemagne fait don au prieuré de Lièpvre d’une partie de ses forêts de Gunigesheim (ancien nom de Kintzheim).
En 775, Charlemagne, sacré roi des Lombards, passe les fêtes de Noël dans le Palatium selestatis vraisemblablement situé à Kintzheim.
En 843, l’empereur Lothaire, petit-fils de Charlemagne donne Kintzheim à Erchangar, comte de Nordgau et père de Richarde, future abbesse d’Andlau.
Les ruines du château dominent le village de Kintzheim.

### DuXIIeauXVIesiècle

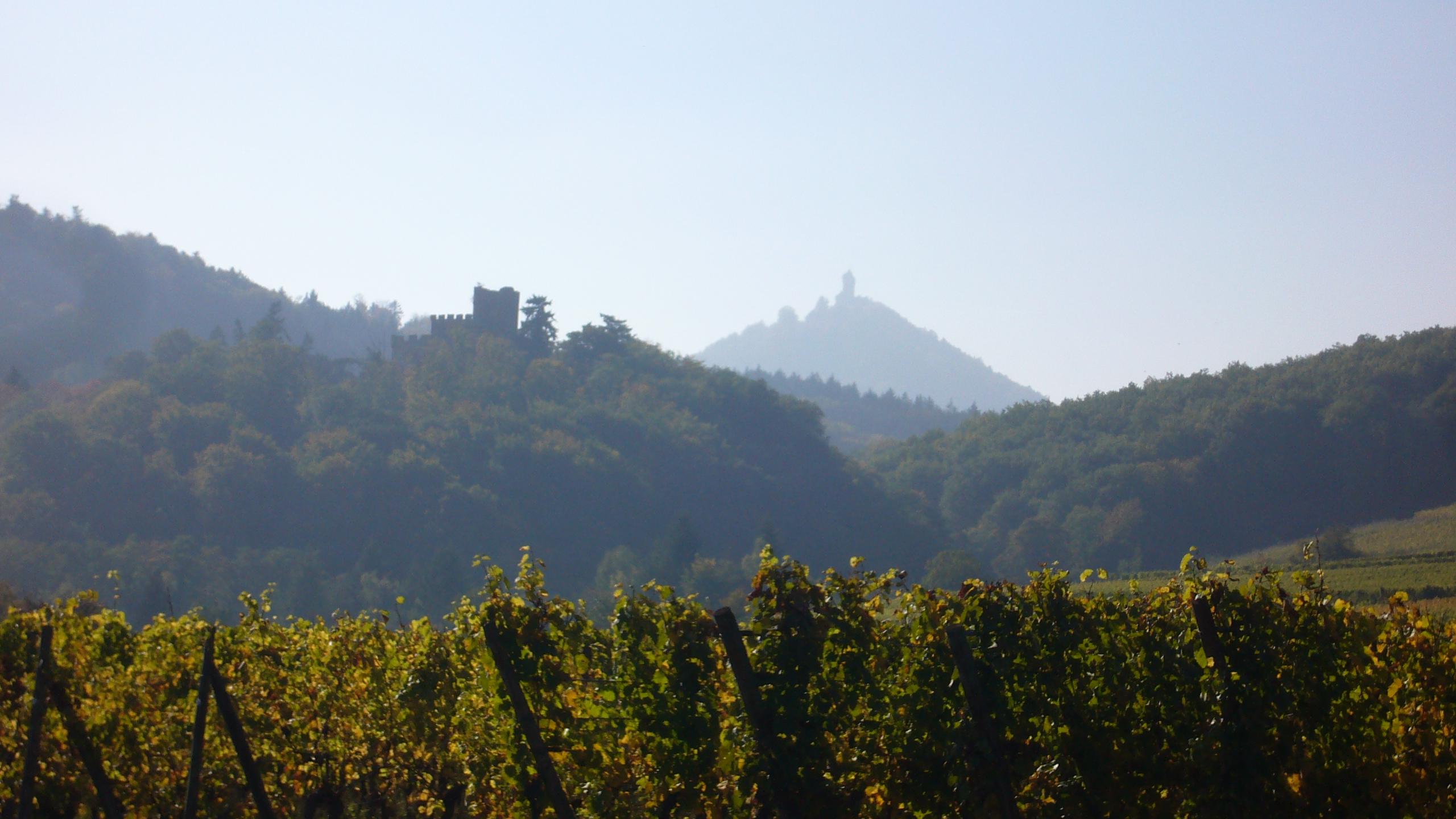
Vue sur les châteaux de Kintzheim et du Haut-Koenigsbourg depuis la route entre Châtenois et Kintzheim.

La construction du château débute vers 1250 sur ordre de l’empereur Frédéric II de Hohenstaufen. Le donjon et le rempart de protection qui fait corps avec lui sont achevés à la fin du XIIIe siècle. Les corps de logis sont édifiés aux XIVe et XVe siècles.
En 1341, l’empereur Louis IV, dit « le Bavarois », donne le village de « Kinsen » à la ville de Sélestat.
En 1492, sur ordre de l’empereur Frédéric III, le landvogt d’Alsace, Gaspard de Morimont, vend le château à la ville de Sélestat.

### XVIIeetXVIIIesiècles
En 1633, le château est en partie détruit par les Suédois lors de la guerre de Trente Ans. En 1649, la ville de Sélestat vend le château pour 3 000 florins à J. G. de Gollen, ancien bourgmestre de la ville devenu ministre plénipotentiaire de l’empereur Ferdinand III de Habsbourg au congrès de Westphalie en 1648 (fin de la guerre de Trente Ans).
Entre 1650 et 1670, J. G. de Gollen restaure le corps de logis et la chapelle mais n’établit pas sa résidence au château. Entre 1760 et 1780, le dernier habitant du château est un ermite qui entretient la chapelle vouée au culte de saint Jacques.

### XVIIIeetXIXesiècles
Entretenu pendant le XVIIIe siècle par J. G. de Gollen, puis par le marquis de Broc, son héritier, le château est laissé à l’abandon au lendemain de la Révolution de 1789. Les toitures disparaissent vers 1830. En 1801, le marquis de Broc met le château en vente. La ville de Sélestat tente de rentrer en sa possession. En 1807, un décret de Napoléon Ier accorde la propriété du château à Mathieu de Faviers mais celui-ci doit dédommager la ville de Sélestat en lui versant 2 000 marcs d’argent.

### XIXeetXXesiècles
En 1802, le futur baron Gaetan Mathieu de Faviers achète le château en contrebas duquel il fait construire un manoir de style directoire. Les deux édifices sont reliés par un jardin à l'anglaise.
En 1876 est entreprise la consolidation générale des ruines du château de Kintzheim.
En 1945 lors de la campagne d’Alsace, le château sert d’observatoire et le donjon est atteint par des obus.
En 1965, les ruines du château sont classées « monument historique ».
En 1968 la volerie des aigles s'installe dans ce site unique, et devient un pôle d'attraction majeur en Alsace, avec près de 150 000 visiteurs par an. Elle élève et présente au public des rapaces en voie de disparition : aigles, faucons, vautours et autres spécimens évoluant dans ce cadre privilégié et participant aux démonstrations de vols organisées quotidiennement.

## Description
Château ruiné à l'extrémité d'un éperon gréseux de 280 m d'altitude, à l'ouest du village.
Le plan est un rectangle irrégulier dominé par un donjon circulaire.
On peut voit voir sculpté dans un bossage de la tour d'artillerie (XVIe siècle), près de l'entrée, une tête apotropaïque.
Les ruines du château de Kintzheim font depuis 1968 avec l’ouverture au public du site l’objet d’un entretien régulier. Parmi les travaux réalisés au fil des ans, citons :
- La restauration des fenêtres à meneaux,
- La protection des caves voûtées,
- La restauration du toit et des vitraux de la chapelle,
- La réfection de la couronne du donjon.

La mission de sauvegarde du patrimoine, confiée à Stéphane Bern a financé la restauration extérieure de la tour sud-ouest, de la terrasse ouest et des escaliers.

## Parc des ruines du château de Kintzheim
L'ensemble formé sur la commune de Kintzheim par le domaine Regis Villa (parcelles 1 à 5 section 9 et 83 section 8) de 24,05 ha a été classé au titre des sites naturels par arrêté du 1er juin 1978.
Le parc à l'anglaise de 28 ha, créé de 1803 à 1807 a reçu le label « Jardin remarquable ». Il a été inscrit sur l'inventaire supplémentaire des monuments historiques par arrêté du 5 octobre 1992.
Plus de 120 arbres remarquables ont été inventoriés. Ce parc n'est pas accessible directement depuis la ruine du château.

## Galerie

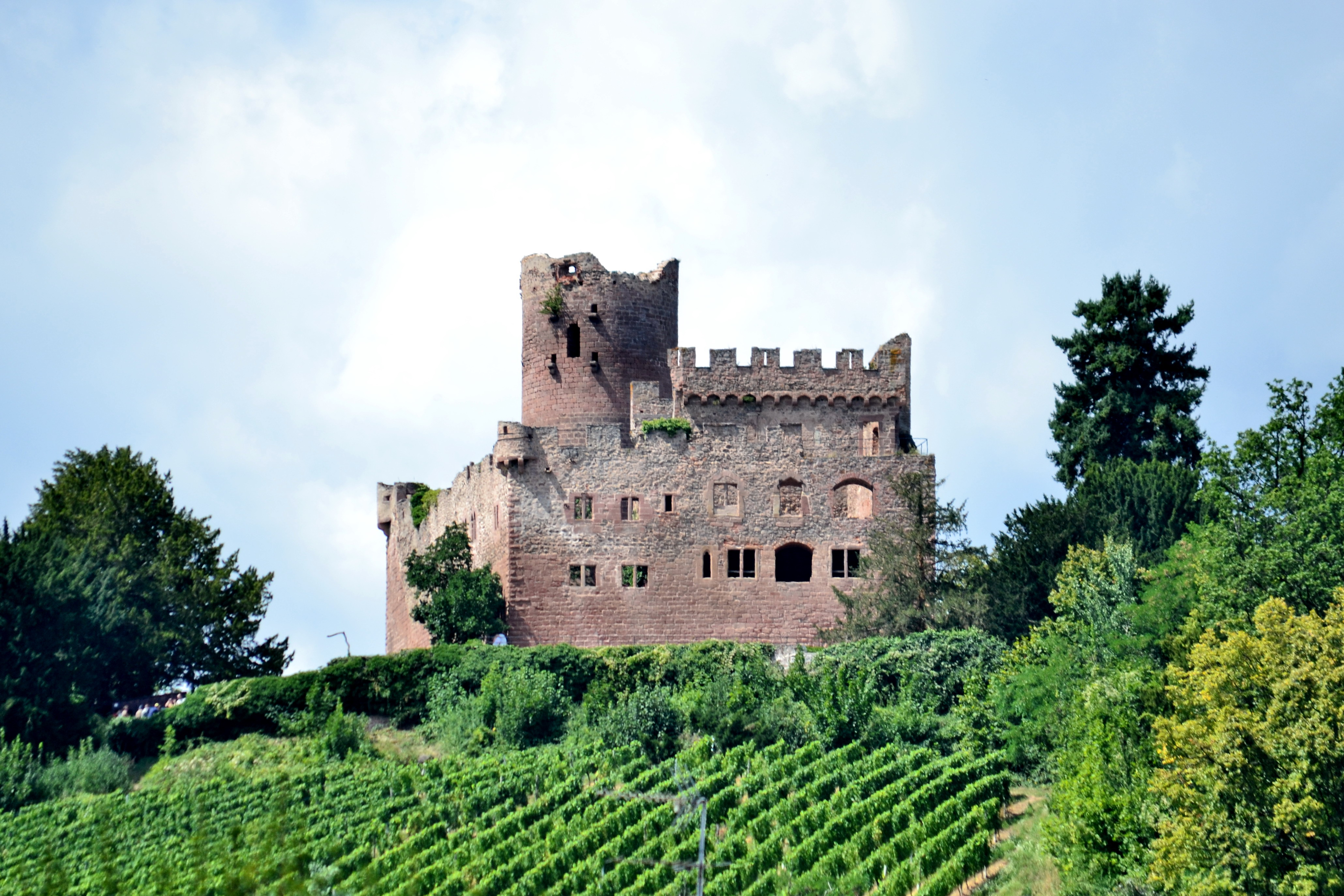
Vue générale dans le paysage.
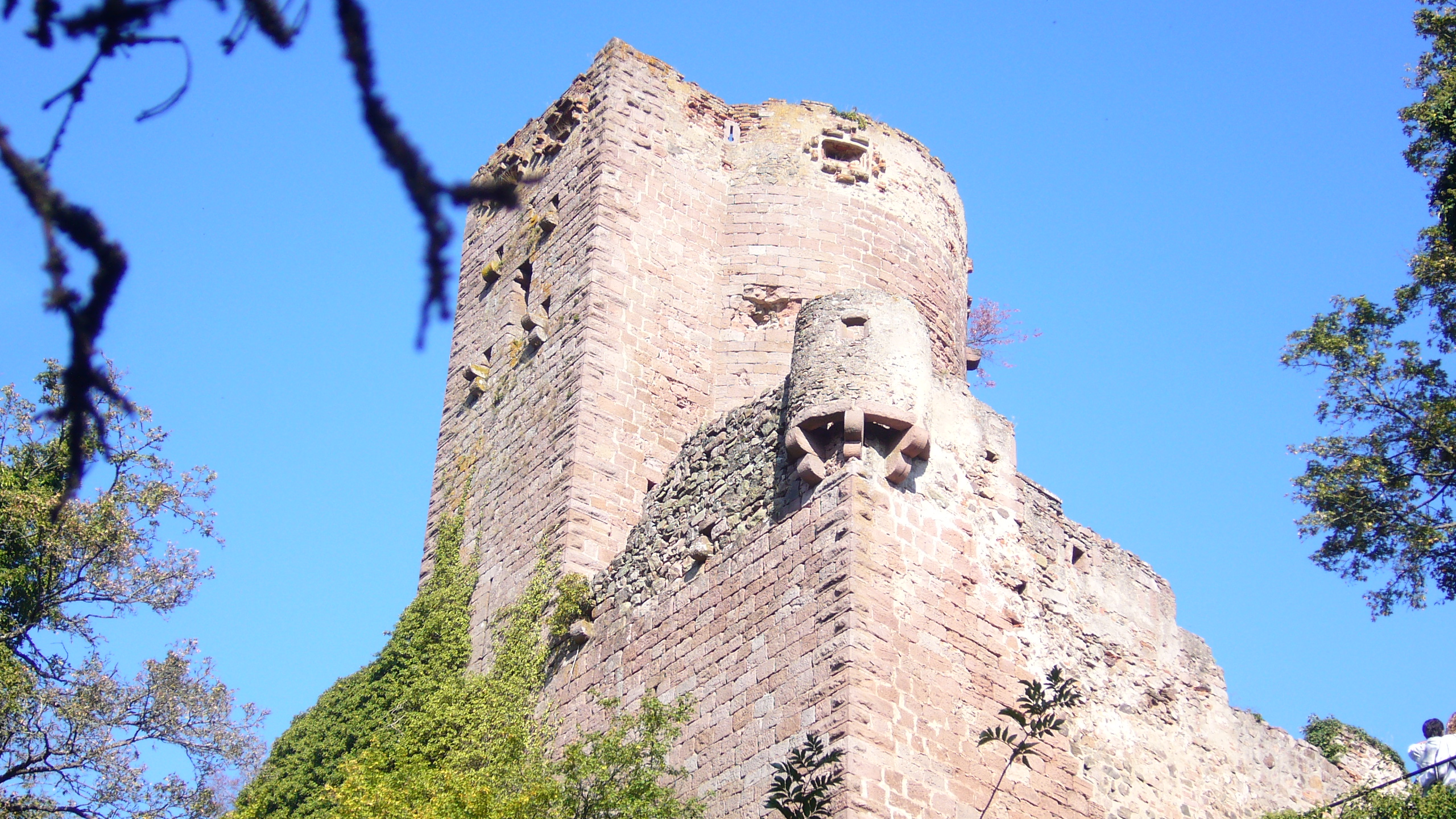
Donjon du château de Kintzheim.
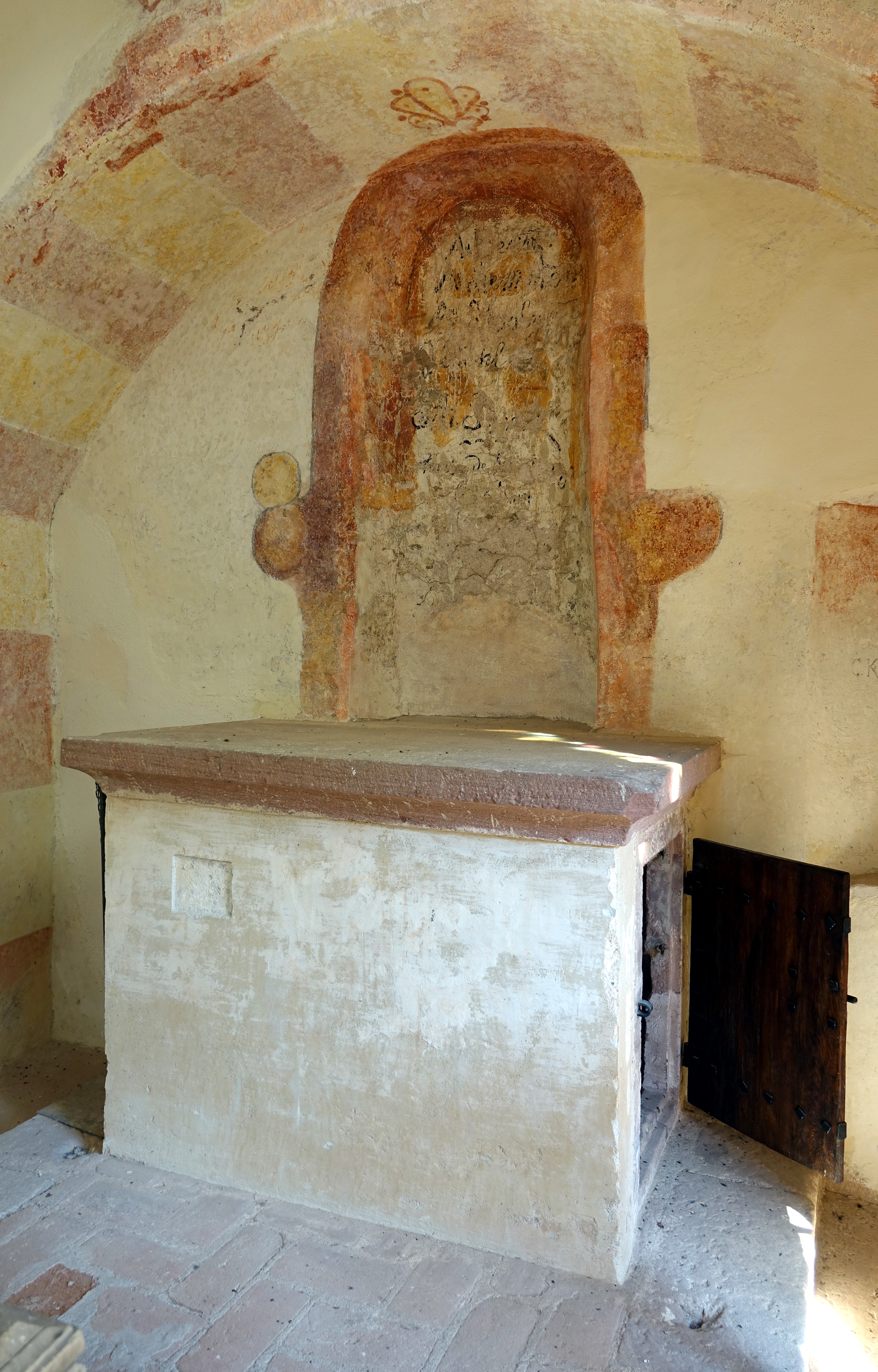
La chapelle du château.
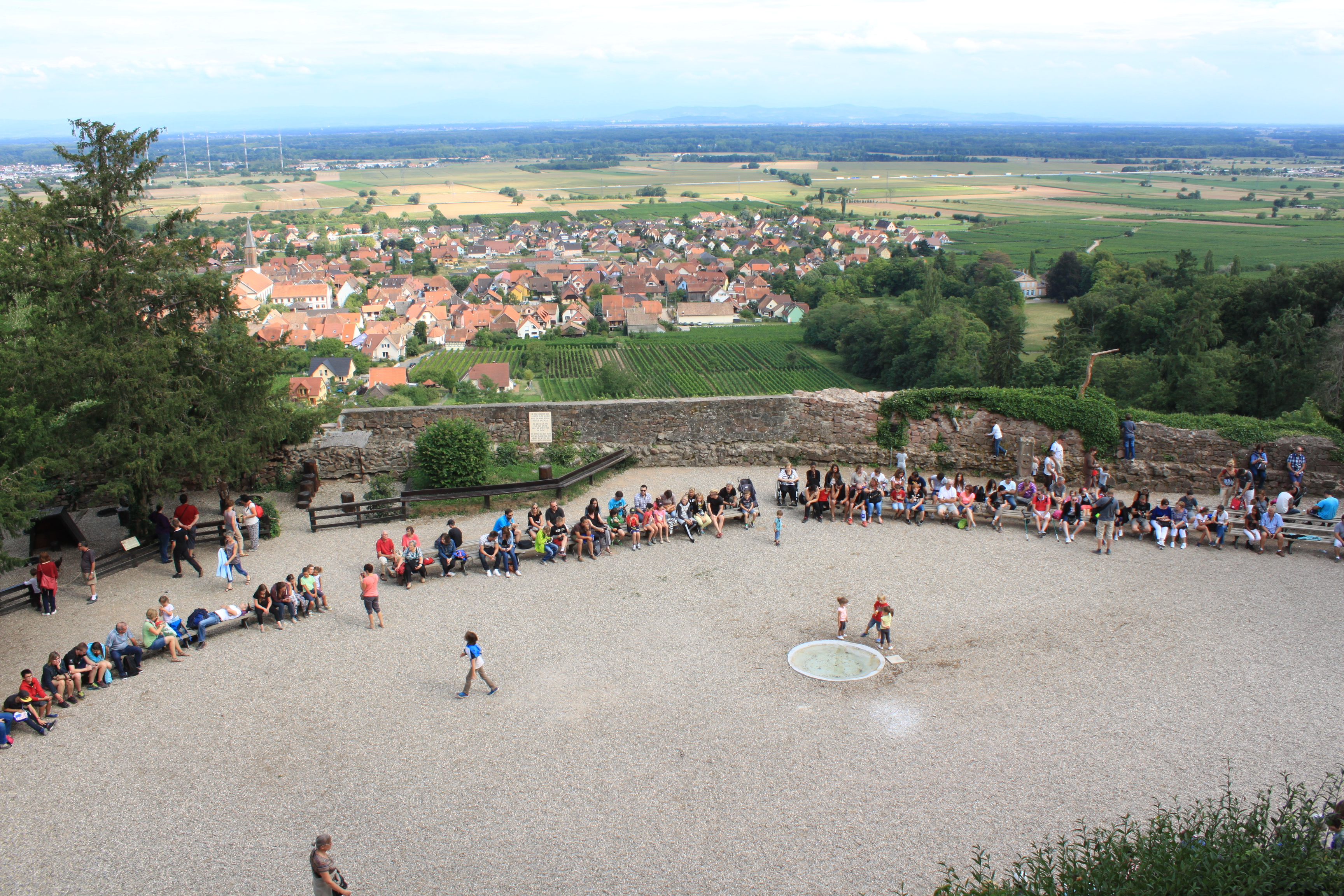
Volerie des Aigles.